# ای‌او ورلد

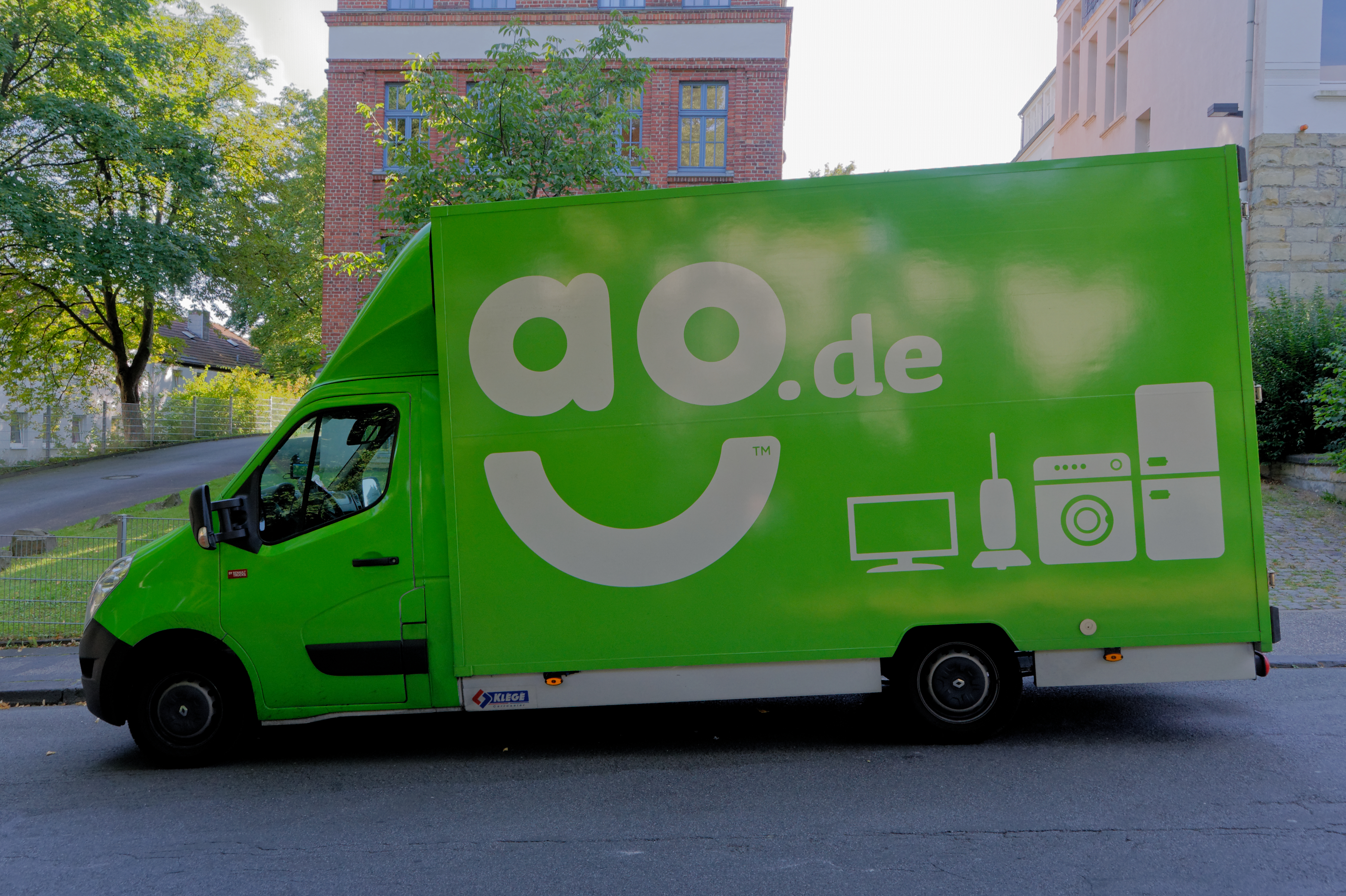

ای‌او ورلد (انگلیسی: AO World) شرکت خرده‌فروشی بریتانیایی است، که در سال ۲۰۰۰ توسط جان اس. رابرتس تأسیس شد.